# Carmine Tramunti
Carmine Tramunti, dit « Mr. Gribbs », né le 1er octobre 1910 à New York et mort dans la même ville le 15 octobre 1978 , est un mafieux italo-américain de New York qui fut le chef de la famille Lucchese entre 1967 et 1974.